# Nagyút
Nagyút è un comune dell'Ungheria di 765 abitanti (dati 2001). È situato nella contea di Heves.